# Georgie Welcome
Georgie Wilson Welcome Collins (Roatán, 9 marzo 1985) è un calciatore honduregno, attaccante del CD Dragón e della Nazionale honduregna.

## Carriera

### Club
Ha giocato fin da giovane nell'Arsenal Roatan, squadra della sua città. Nel 2008 si trasferisce nel Motagua.
Nel 2011 passa in prestito al Monaco, in Francia.

### Nazionale
Dal 2008 è nel giro della Nazionale honduregna, con la quale ha partecipato alla Gold Cup 2009.
Fa parte della spedizione honduregna ai Mondiali sudafricani del 2010, dove debutta nella prima gara contro il Cile.